# 塩田良平
塩田 良平（しおだ りょうへい、1899年〈明治32年〉5月25日 - 1971年〈昭和46年〉11月28日）は、日本の国文学者。随筆家。元二松学舎大学学長。近代文学が専門で、代表的な著書に『近代日本文学論』『山田美妙研究』『樋口一葉研究』『明治女流作家論』『明治文学論考』『日本文学論考』、随筆集『妻の記』『おゆき』『夜開花』などがある。また、多くの文庫本に解説を書いている。

## 経歴
東京市麹町区隼町（現在の東京都千代田区）に生まれる。府立第一中学校、東京高等工業学校応用化学科卒業を経て、1926年（大正15年）東京帝国大学文学部国文科選科卒。1927年（昭和2年）東京帝国大学大学院に入学するも翌年退学。
1928年（昭和3年）二松学舎専門学校教授、戦時中は日本文学報国会総務部長を務めた。1949年（昭和24年）二松学舎大学学長、1951年（昭和26年）大正大学教授、1960年（昭和35年）立教大学教授および日本文学科長、1967年（昭和42年）ハワイ大学太平洋語科客員教授、1968年（昭和43年）実践女子大学教授などを歴任。
この間、1962年（昭和37年）に日本近代文学館設立準備委員となり、1963年（昭和38年）常務理事、1969年（昭和44年）理事長に就任。そのほか、日本ペンクラブ会員、文部省国語審議会委員や日本近代文学館第3代館長も兼任した。また、1952年から死の直前まで大学受験ラジオ講座の講師を務めていた。
1971年（昭和46年）心筋梗塞により死去。死後、正四位勲二等瑞宝章を授与された。
1989年（平成元年）蔵書や資料類が日本近代文学館に寄贈され、「塩田良平文庫」として一括保存された。

## 人物
- 東京の下町の医師の家庭に育った生粋の江戸っ子であり、和服の愛好者で、ほとんど着流し姿であった。

## 著書
- 『明治文学史抄』 本文頭註 散文篇, 大鐙閣, 1930
- 『北村透谷』 岩波書店, 1931.6 (岩波講座日本文學)
- 『國木田獨歩』 岩波書店, 1931.12 (岩波講座日本文學)
- 『日本文體に及ぼしたる西洋文體の影響』 岩波書店, 1932.12 (岩波講座世界文学）
- 『近代日本文學論』 萬上閣, 1935.5
- 『平家物語新選』 山海堂出版部, 1936
- 『概観明治文学』 人文書院, 1938
- 『近代小説 日本文学大系 第11巻』 河出書房、1938
- 『山田美妙研究』 人文書院, 1938
- 『枕草子 日本評論社』 1939.2 (日本古典讀本）
- 『古典の伝統』 育英書院, 1942
- 『現代日本文芸史』 三笠書房, 1942 (日本現代史叢書)
- 『明治女流作家』 青梧堂, 1942 (日本文学者評伝全書)
- 『往日抄』 青梧堂, 1942
- 『古典と女性』 郁文社, 1943
- 『明治の作家と作品』 人文書院, 1943
- 『青春の文學』 晃文社, 1947.8
- 『近代小説』 福田清人共著, 至文堂, 1950 (日本文学教養講座)
- 『國文學史の研究』 旺文社, 1950
- 『鴎外・漱石から現代まで』 金子書房, 1953 (少年図書館選書）
- 『古文の研究』 旺文社, 1953
- 『芥川龍之介』 学燈文庫, 1954
- 『現代文の研究』 吉田精一共著, 旺文社, 1954
- 『明治文学史』 慶應通信, 1954
- 『明治の文学』 河出文庫, 1955
- 『文学入門』 青林書院, 1955
- 『近代文学の展開』 通信教育振興会, 1955
- 『国語の教室』 慶應通信, 1955
- 『樋口一葉研究』 中央公論社, 1956
- 『妻の記』 現代文芸社, 1957
- 『古典と明治以後の文学』 岩波書店, 1959.5 (岩波講座日本文学史）
- 『樋口一葉』 吉川弘文館・人物叢書, 1960.7
- 『源氏物語鑑賞 男のすきと女心のあはれ』 新樹社, 1961.1
- 『おゆき抄』 光風社書店, 1961.10
- 『王朝文学の女性像』 日本経済新聞社, 1965 (日経新書）
- 『國語随筆 國字國語の正統を護るために』 雪華社, 1965
- 『文章の作り方』 明治書院, 1969
- 『夜開花 随筆』 光風社書店, 1969
- 『明治文学論考』 桜楓社, 1970.11

## 記念論集
- 日本文学論考 塩田良平先生古稀記念論文集刊行会編 桜楓社 1970.11